# Alan Curtis (musicista)
Alan Curtis (Mason, 17 novembre 1934 – Firenze, 15 luglio 2015) è stato un clavicembalista, musicologo e direttore d'orchestra statunitense, specializzato in opera barocca.

## Biografia
Dopo aver studiato presso la Università dell'Illinois conseguendo il dottorato nel 1960 con una tesi sulla musica per tastiera di Sweelinck, prosegue i suoi studi ad Amsterdam con Gustav Leonhardt con il quale successivamente incide alcuni concerti per più clavicembali di Johann Sebastian Bach. Tra il 1960 e il 1970 fa una serie di registrazioni di pezzi di musica per clavicembalo solista, inclusi alcuni album dedicati alla musica per tastiera di Jean-Philippe Rameau e ad alcune opere di Johann Sebastian Bach, incluse le note Variazioni Goldberg che suona sul clavicembalo costruito dal famoso Christian Zell nel 1728.
Dopo una carriera di insegnante divisa tra l'Università della California a Berkeley e l'Europa, Curtis si dedica alla musica lirica del periodo che va da Claudio Monteverdi a Wolfgang Amadeus Mozart. Già da studente nel 1950, è stato il primo clavicembalista in tempi moderni ad affrontare i preludi non misurati di Louis Couperin, e successivamente a ricostruire le opere di compositori come Monteverdi e Rameau facendo uso di strumenti dell'epoca e con coreografie originali.
È stato il primo musicista a commissionare in tempi moderni strumenti come il chitarrone e il clavicembalo a tasti spezzati e nell'allestimento dell'Admeto di Georg Friedrich Händel nel 1978 è stato il primo a tentare di ricostituire la stessa orchestra impiegata da Händel, introducendo in particolare l'arciliuto, ora pratica comune.
Artefice della riscoperta di molte opere barocche, ha riportato alla luce un numero significativo di opere di Händel, ultimamente dirigeva il Complesso Barocco.
Nel 2012 ha ricevuto il IV Premio Traetta 2012 dalla Traetta Society per il suo impegno e la sua passione nella riscoperta del patrimonio musicale europeo.

## Discografia
Dischi realizzati da Alan Curtis alla direzione de Il Complesso Barocco.
- 2001 - Georg Friedrich Händel, Arminio, con Ms. Genaux, Geraldine McGreevy, Dominique Labelle (Virgin Classics)
- 2004 - Georg Friedrich Händel, Deidamia, con Simone Kermes, Anna Bonitatibus, Dominique Labelle, Furio Zanasi, Antonio Abete (Virgin Classics)
- 2005 - Georg Friedrich Händel, Radamisto, con Joyce DiDonato, Patrizia Ciofi, Maite Beaumont, Dominique Labelle, Zachary Stains, Carlo Lepore (Virgin Classics, 3CD) in collaborazione con Festival Barocco di Viterbo
- 2005 - Georg Friedrich Händel, Rodelinda, con Simone Kermes, Marijana Mijanovic, Sonia Prina, Marijana Mijanovic, Steve Davislim, Vito Priante (Archiv - DGG, 3CD) in collaborazione con Festival Barocco di Viterbo
- 2007 - Francesco Bartolomeo Conti, David, con Marijana Mijanovic, Simone Kermes, Sonia Prina, Birgitte Christensen, Furio Zanasi, Vito Priante (Virgin Classics, 2CD)
- 2007 - Georg Friedrich Händel, Fernando, con Lawrence Zazzo, Veronica Cangemi, Marianna Pizzolato, Antonio Abete, Max Emanuel Cenčić, Filippo Adami (Virgin Classics)
- 2008 - Georg Friedrich Händel, Tolomeo, con Ann Hallemberg, Karina Gauvin, Pietro Spagnoli, Anna Bonitatibus, Romina Basso (Archiv - DGG, 3CD) in collaborazione con Festival Barocco di Viterbo
- 2009 - Georg Friedrich Händel, Alcina, con Joyce DiDonato, Maite Beaumont, Sonia Prina, Karina Gauvin, Kobie Van Rensburg, Vito Priante, Laura Chierici (Archiv - DGG, 3CD) in collaborazione con Festival Barocco di Viterbo
- 2010 - Georg Friedrich Händel, Berenice, con Ek, Basso, Bohlin, Fagioli, Nesi (Virgin Classics)
- 2011 - Christoph Willibald Gluck, Ezio, con Sonia Prina, Ann Hallenberg, Topi Lehtipuu, Julian Prégardien, Mayuko Karasava (Virgin Classics, 2CD)
- 2011 - Georg Friedrich Händel, Ariodante, con Joyce DiDonato, Karina Gauvin, Marie-Nicole Lemieux, Topi Lehtipuu (Virgin Classics, 3CD)